# Daniele Giorico
Daniele Giorico (Alghero, 1992. január 1. –) olasz labdarúgó-középpályás.

## Fordítás
Ez a szócikk részben vagy egészben  a   Daniele Giorico című angol Wikipédia-szócikk ezen változatának fordításán alapul.  Az eredeti cikk szerkesztőit annak laptörténete sorolja fel. Ez a jelzés csupán a megfogalmazás eredetét és a szerzői jogokat jelzi, nem szolgál a cikkben szereplő információk forrásmegjelöléseként.